# Le donne della notte
Le donne della notte, conosciuto anche col titolo Women of the Night,  è un film del 1948 diretto da Kenji Mizoguchi.

## Trama
Fusako, vedova di guerra, dopo aver perso un figlio morto di tubercolosi, incontra casualmente sua sorella Natsuko, che aveva dato per dispersa, e le due si mettono ad abitare insieme.
Quando Fusako scopre che la sorella ha una relazione amorosa con Kenzō, suo datore di lavoro ed amante, fa perdere le proprie tracce.
Intanto Kumiko, una giovane ed ingenua amica di Fusako, scappa dalla casa dei genitori, e in breve tempo entra in un giro di prostituzione.
Natsuko, alla ricerca della sorella in un quartiere malfamato, dove le avevano riferito averla avvistata, viene arrestata durante una retata della polizia, e, scambiata per prostituta, condotta in un luogo di reclusione/riabilitazione, dove trova Fusako, che si era data al meretricio. Entrambe risultano essere malate di sifilide, e Natsuko confessa di essere incinta di Kenzō, mentre Fusako, disgustata dagli uomini, dichiara di voler rivestire scientemente, in una sorta di vendetta verso il sesso maschile, il ruolo di untrice.
Mentre Fusako evade, Natsuko si riunisce a Kenzō, che fa da garante per lei per sottrarla alla detenzione. Dopo che Kenzō viene arrestato in quanto coinvolto in un traffico d’oppio, Fusako rintraccia la sorella e la conduce in una casa d’accoglienza, dove non vengono risparmiate prediche moraleggianti da parte dei responsabili della struttura, e dove Natsuko partorisce prematuramente un bimbo nato morto.
Fusako, di nuovo sulla strada, si imbatte in Kumiko, la convince ad abbandonare la prostituzione insieme con lei, e, dopo essere stata sottoposta ad un pestaggio da parte delle altre prostitute, si avvia con la giovane per ricondurla a casa dei genitori.